# Katja Meierová
Katja Meierová, nepřechýleně Katja Meier (* 10. září 1979 Zwickau) je saská politička za Svaz 90/Zelené. V letech 2015–2019 a znovu od roku 2024 zasedá v Saském zemském sněmu a mezi lety 2019 a 2024 byla saskou státní ministryní spravedlnosti a pro demokracii, Evropu a rovnost.

## Život
Meierová pochází ze saského Zwickau, kde v mládí hrála jako basistka v punkové kapele Harlekins a aktivně působila v mládežnickém klubu vzdělávacího a setkávacího centra Buntes Zentrum. Po absolvování střední školy studovala v letech 1998–2004 politologii, moderní a současné dějiny a sociologii v Jeně, Tartu a Münsteru. Poté pracovala v různých stranických funkcích ve Svazu 90/Zelení, naposledy v letech 2010–2015 jako referentka saské parlamentní frakce.
Meierová je svobodná, bez náboženského vyznání a žije v Drážďanech. Její partnerkou je ministryně spolkové země Severní Porýní-Vestfálsko Josefine Paulová.

## Politika
Katja Meierová je od roku 2005 členkou Svazu 90/Zelení. Jako náhrada za Evu Jähnigenovou se stala 12. září 2015 poslankyní Saského zemského sněmu. Ve své poslanecké frakci spolupracovala na tématech dopravní politiky, práva, rovnosti a demokracie a byla členkou Ústavněprávního výboru.
Dne 13. dubna 2019 byla Meierová na konferenci zvolena delegáty strany na první místo kandidátky Svazu 90/Zelených pro 7. zemské saské volby. Ve volebním okrsku Míšeň 1 ve volbách uspěla a byla zvolena poslankyní Saského zemského sněmu. Po volbách sestavil Michael Kretschmer na základě černo-zeleno-červené koalice svou druhou vládu, ve které převzala Meierová dne 20. prosince 2019 post saské státní ministryně spravedlnosti a pro demokracii, Evropu a rovnost. V souvislosti s nástupem do této funkce se vzdala poslaneckého mandátu, který převzala Ines Kummerová.
V 8. saských zemských volbách byla Meierová lídryní kandidátky Svazu 90/Zelených. Z této pozice byla zvolena poslankyní zemského sněmu. S ustanovením nové třetí vlády Michaela Kretschmera dne 19. prosince 2024 skončila ve funkci ministryně.